# Georgi Pacsedzsiev
Georgi Pacsedzsiev (bolgárul: Георги Пачеджиев, Szófia, 1916. március 1.  – Szófia, 2005. április 12. bolgár edző, korábbi válogatott labdarúgó.
A bolgár válogatottat szövetségi kapitányként irányította az 1962-es világbajnokságon.

## Sikerei, díjai

### Játékosként
Levszki Szofija
- Bolgár bajnok (1): 1948–49
- Bolgár kupa (1): 1948–49

### Edzőként
Levszki Szofija
- Bolgár kupa (1): 1956–57, 1958–59

Omónia
- Ciprusi bajnok (1): 1965–66